# Papillon queue-courte
Papilio brevicauda
Espèce
Le Papillon queue-courte ou Machaon à queue courte (Papilio brevicauda) est une espèce d'insectes lépidoptères (papillons) qui appartient à la famille des Papilionidae, à la sous-famille des Papilioninae et au genre Papilio.

## Dénomination
Il a été nommé Papilio brevicauda par William Wilson Saunders en 1869.
Synonymes : Papilio asterius Gosse, 1840; Papilio anticostiensis Strecker, 1873 ; Papilio medicandus Bryk, 1930.
Il a été considéré par certains entomologistes comme une sous-espèce de Papilio polyxenes ce qui est infirmé pas les analyses moléculaires récentes réalisées par Felix Sperling. Celles-ci montrent qu'il est étroitement apparenté au Machaon (Papilio machaon), ce qui a amené certains auteurs comme Tyler à en faire une sous-espèce de Papilio machaon.

### Noms vernaculaires
Le Papillon queue-courte se nomme Short-tailed Swallowtail en anglais.

### Sous-espèces
- Papilio brevicauda brevicauda
- Papilio brevicauda bretonensis McDunnough, 1939 ; présent au Labrador.
- Papilio brevicauda gaspeensis McDunnough, 1934[1].

## Description
Le Papillon queue-courte  est un papillon de taille moyenne à grande (son envergure varie de 57 à 73 mm), de forme vaguement triangulaire, de couleur noire orné de bandes de taches jaune vif.
L'ornementation consiste aux antérieures en une ligne submarginale de points jaune vif doublée d'une ligne de taches ovales du même jaune. Aux postérieures entre ces deux mêmes lignes de taches  jaune vif s'insère une ligne de taches bleues, et il a une lunule anale orange.
Au revers, l'ornementation est semblable avec des taches plus orange et les taches bleues des postérieures remplacées par une suffusion bleue.

### Chenille et chrysalide
Les chenilles d'abord marron avec une tache blanche en forme de selle deviennent vertes annelées de bandes noires à points jaune.

## Biologie

### Période de vol et hivernation
Les imagos volent en une génération en juin et juillet.

### Plantes hôtes
Les plantes hôtes de sa chenille sont diverses :  Ligusticum scothicum, Coelopleurum lucidum, Heracleum lanatum, Angelica atropurpurea, Pastinaca sativa, Conioselinum chinense, Daucus carota var. sativus, Petroselinum crispum, Apium graveolens.

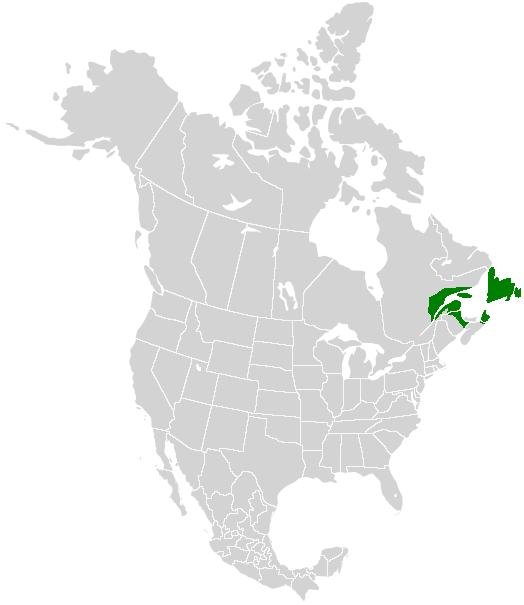
carte de résidence du Papillon queue-courte

## Écologie et distribution
Il réside dans le nord-est de l'Amérique du Nord. Au Canada, il se rencontre uniquement dans les Provinces Maritimes, à Terre-Neuve et  dans les régions du Québec situées autour du golfe du Saint-Laurent. Il a été mentionné au Labrador. Aux USA, il ne résiderait que dans le nord-est juste à la frontière canadienne.

### Biotope
Il réside au bord des côtes, sur les falaises herbeuses et sur les prés des régions montagneuses en limite des arbres.

### Protection
Pas de statut de protection particulier.

## Philatélie
Le Papillon queue-courte figure sur un timbre de Saint-Pierre-et-Miquelon de 1991 d'une valeur de 2,50 francs avec l'inscription : Papilio brevicaudata sur Heraclum maximum,. Il figure aussi sur un timbre canadien de 1988